# Distretto di Rennes
Il distretto di Rennes era una divisione territoriale francese del dipartimento dell'Ille-et-Vilaine, istituita nel 1790 e soppressa nel 1795.
Era formato dai cantoni di Rennes, Betton, Châteaugiron, Gevezé, Hedé, l'Hermitage, Liffré, Noyal-sur-Vilaine e Saint Aubin d'Aubigné.

### Esplicative
1. ↑  Da non confondere con il distretto di Rennes (1970-2000), il distretto urbano che ha preceduto Rennes Métropole.

### Fonti
1. ↑  (FR) Notice communale de Rennes, su cassini.ehess.fr. URL consultato il 9 maggio 2021 (archiviato il 5 marzo 2012).
2. ↑  (FR) Notice communale de Betton, su cassini.ehess.fr. URL consultato il 9 maggio 2021 (archiviato il 27 novembre 2020).
3. ↑  (FR) Notice communale de Châteaugiron, su cassini.ehess.fr. URL consultato il 9 maggio 2021 (archiviato il 10 gennaio 2014).
4. ↑  (FR) Notice communale de Gévezé, su cassini.ehess.fr. URL consultato il 9 maggio 2021 (archiviato il 3 marzo 2016).
5. ↑  (FR) Notice communale de Hedé, su cassini.ehess.fr. URL consultato il 9 maggio 2021 (archiviato il 4 marzo 2016).
6. ↑  (FR) Notice communale de l'Hermitage, su cassini.ehess.fr. URL consultato il 9 maggio 2021 (archiviato il 26 settembre 2018).
7. ↑  (FR) Notice communale de Liffré, su cassini.ehess.fr. URL consultato il 9 maggio 2021 (archiviato il 12 gennaio 2021).
8. ↑  (FR) Notice communale de Noyal-sur-Vilaine, su cassini.ehess.fr. URL consultato il 9 maggio 2021 (archiviato il 3 marzo 2016).
9. ↑  (FR) Notice communale de Saint-Aubin-d'Aubigné, su cassini.ehess.fr. URL consultato il 9 maggio 2021 (archiviato il 25 aprile 2018).

| Controllo di autorità | VIAF (EN) 263363590 |